# 艾倫·艾佛森

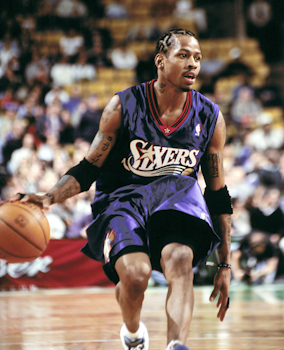
費城76人時期的艾佛森

艾倫·艾澤爾·艾佛森（英語：Allen Ezail Iverson，1975年6月7日—），暱稱「答案」（The Answer），中文圈另有「戰神」之美稱，美國職業籃球運動員及饒舌歌手，場上位置為得分後衛和控球後衛。艾佛森在全美籃球協會（NBA）打了14個賽季，生涯11次入選NBA全明星賽並奪得兩次全明星賽最有價值球員，3次入選NBA年度第一隊，3次入選NBA年度第二隊，1次入選NBA年度第三隊。在2000–01賽季，艾弗森打出了生涯最好表現，當選該賽季的NBA最有價值球員，並幫助费城76人打進NBA總決賽，可惜未能奪冠。
艾弗森早年就讀于漢普頓的伯特利高中，熱衷於籃球和美式足球。他贏得了美國足球和籃球聯合新聞高中年度球員獎，並在兩項運動項目中獲得維吉尼亞州AAA級冠軍。高中畢業後，艾弗森在喬治城大學讀了兩年，开始专注于篮球。
1996年6月26日，艾佛森成為NBA歷史上最矮的選秀狀元。2013年10月30日，於費城七六人的開幕戰舉行正式退役儀式。2016年4月4日，NBA官方正式宣布入選籃球名人堂。
2017年，以隊長兼教練身份參加 BIG3 三對三傳奇聯盟的“三人一夥隊”。

## 早年
艾弗森出生在弗吉尼亞州的漢普頓，母親安·艾弗森是一個年僅15歲的單親媽媽，在他的父親艾倫·布勞頓離開她之後，艾倫随了母親的娘家姓。
他成長在漢普頓充斥著毒品與犯罪的地區。在童年時期，鄰居的孩子們都喜歡他，並賦予了艾佛森“Bubba Chuck”的綽號。童年時代的朋友傑米·羅傑斯（Jaime Rogers）說，艾弗森總是會關注年幼的孩子，“他總是帶著大家。”在他13歲的時候，他的父親邁克爾·弗里曼（Michael Freeman）在他面前因持有毒品而被捕。艾弗森因為曠課而沒有完成八年級的學業，並且離開了該地區。
中學時期，他曾加入美式足球校隊擔任四分衛，該校隊曾贏取維吉尼亞州冠軍賽。

### 入狱
1993年2月14日，艾弗森和他的幾個朋友在弗吉尼亞州漢普頓的一個保齡球館與其他幾位顧客發生爭執。據稱，艾弗森的人群很吵鬧，不得不被要求安靜下來幾次，最後，另一群年輕人開始大喊大叫。不久之後，爆發了一場白人與黑人之間的鬥毆。據稱，在戰鬥中，艾弗森用一把椅子擊中了一名女子。他和他的三個同樣是黑人的朋友是唯一被捕的人。當時年僅17歲的艾弗森被判處暴徒的重傷害罪，這個判決在維吉尼亞州過去很少使用，因目的在於打擊私刑。維吉尼亞地區的許多人認為這一事件是種族歧視的結果，因據說他們是與Poquoson高中白人學生發生爭吵，該校學生以“不喜歡黑人”著稱。此外，攝影機畫面顯示艾弗森在鬥毆開始後不久就離開了。艾弗森談到這件事說：
對於我來說，在一個保齡球館裡，那邊的每個人都知道我是誰，並且一群正準備鬧事的人們將椅子拿在頭上，不覺得會發生什麼事嗎？太瘋狂了！會用一把椅子砸向女孩的頭上是什麼樣的人？我寧願被指控我用椅子砸了一個男人，而不是該死的女人。
法庭最初表示艾弗森傷害了三個人，這通常是60年徒刑。最後艾弗森被判處了15年監禁，緩刑10年。在艾弗森在紐波特紐斯市的紐波特紐斯城農場監獄（Newport News City Farm）度過了四個月之後，弗吉尼亞州州長道格拉斯·懷爾德（Douglas Wilder）給予了赦免，弗吉尼亞州上訴法院最終因證據不足而推翻了1995年的定罪。這部事件及其對社區的影響在紀錄片No Crossover: The Trial of Allen Iverson的審判中進行了探討。
艾弗森談到他在獄中的情況：
我不得不在監獄中有積極的作為。在監獄中，有人看到你身上的弱點並利用它。我從未表現出任何的弱點。我一直堅強，直到我出獄。
監禁判決迫使他在Richard Milburn高中完成高中一年級，這是一所矯正學校，而不是在伯特利參加體育比賽。然而，艾弗森在伯特利度過的三年足以說服喬治敦大學主教練約翰湯普森出來迎接艾弗森，並為他提供全額獎學金加入喬治城霍亞斯籃球隊。

### 乔治城大学
艾佛森在喬治城大學遇到他的恩師，他給予艾佛森一次重新踏足籃壇的機會。艾佛森的恩師正是纽约尼克斯的帕特里克·尤因、邁阿密熱火的阿隆佐·莫寧及亞特蘭大老鷹的迪肯贝·穆托姆博的啟蒙導師約翰·湯普森教練。受到湯普森教練的賞識及提攜，所以他能順利獲得獎學金入讀喬治城大學。
在湯普森教練激發和善誘的培養下，艾佛森獲益良多。「教練 (湯普森)就好像是我的父親一樣，他教會了我很多東西：如何面對不同的人;如何應付不同的情況，要常謹記"生命第一"」艾佛森憶及說。不過當他為佐治城大學披上戰衣上陣時，在場的觀眾經常叫囂道："罪犯"或"返回囚室吧"！有一次湯普森教練更拒絕再進行作賽，直至對方的球迷平息下來。艾佛森說：「我可忍受其他人戴著有色眼光看我，但自己絕不會受到影響，反而它可激勵，反正有朝一日我要這些人再無話可說。我會因被人鄙視而更加努力，所以我會當場場比賽都是自己最後的一場，拚搏地全力以赴，只有經過挫折才能令我們活得更頑強。」
在球場上，隊友奥塞拉·哈灵顿（Othella Harrington）和傑若·威廉斯（Jerome Williams）協助他成為了94-95大東岸全年最佳新人、95-96大東岸全年最佳球員及95-96 NCAA全年最佳防守球員。球場以外，湯普森教練協助艾佛森遠離傳言和引誘，可謂是他人生和職業上的導航明燈。教練對他的呵護，起碼在喬治城的兩年，更有如再生父親一樣。「湯普森教練肯接納我對我如同再造，」艾佛森說：「在我入讀喬治城大學之前，不同的人對我已有不同的閒言，但教練反而待我一視同仁，甚至知道我是個不接受約束的人而容許我有多些自由。我會做到我應做的事，但絕不要他人多加干預。」在喬治城兩年，平均取23分、4.6個助攻與及3.2個抄截的他已證明了這一切。

## 职业生涯

### 76人時期（1996－2006）

#### 前期（1996－2000）
在1996年NBA選秀大會上，艾佛森被費城76人隊以第一輪第一順位選中，成為了NBA史上最矮的選秀狀元。
作為新秀的艾佛森在新手賽季上便獨得了30分，並且在其新人年大發異彩，順利把年度NBA最佳新秀，NBA新秀挑戰賽的最有價值球員等獎項收入囊中。而於賽季接近尾聲時更連續五場得分達40以上，創下NBA新秀紀錄。於第二年他同樣發揮出色，但球隊戰績卻一直未見改善，因此費城76人隊決定撤換主教練，由拉里·布朗出任主教練。
在接下來的賽季，艾佛森在拉里·布朗的幫助下，終於首嘗季後賽滋味。在季後賽中，76人成功擊敗了奧蘭多魔術，但於次輪被印第安納溜馬淘汰。本賽季艾佛森以場均26.8分拿下其首個得分王頭銜，並進入年度第一隊。
接下來的99-00賽季，艾佛森以場均28.4分、3.8個籃版、4.7次助攻、2.1次抄截及0.1個阻攻被選入年度第二隊，而76人亦再度進入季後賽。於首輪擊敗夏洛特黃蜂後，76人次輪又再遇上印第安納溜馬，並再次遭到對方所淘汰。同時，艾佛森與布朗教練之間的關係迅速惡化，前者表示對布朗教練的要求感到無所適從，而後者更公開指責艾佛森，並要求將他交易。但最終艾佛森沒有被交易，而他與布朗經過暑假的一番長談，關係也大幅改善。

#### 辉煌時刻（2000－2001賽季）
於00-01年度賽季開始前，艾佛森一改以往訓練遲到的習慣，藉以鼓勵士氣，並決意要帶領76人更上一層樓。而布朗教練為了將艾佛森的進攻能力發揮得更徹底又不妨礙到團隊，也作出了大膽嘗試﹕首先，76人把攻擊型後衛一一送走，重用防守型後衛；把身高只有六呎的艾佛森改打得分後衛；為了幫艾佛森「撿子彈」鞏固禁區，76人也用了一票硬漢苦功打造血肉城牆。果然76人於本季取得了開季10連勝，而季尾亦以東岸第一的姿態進入季後賽。而艾佛森於本季更是取得了巨大的成功，以場均31.1分、3.8個籃版、4.6次助攻、2.5次抄截及0.3個阻攻的成績拿下聯盟MVP，並同時奪得得分王，抄截王，及再度入選聯盟第一隊。而於季中舉行的明星賽，艾佛森率領東岸明星賽於一度落後20多分的劣勢下成功逆轉賽果，戰勝了西岸明星隊，而艾佛森亦被選為明星賽MVP。本次明星賽發生了經典的一幕：艾佛森在上台接受頒獎時，不停地問身邊的人布朗教練在哪裏，並發表感言，說這MVP獎座是奉獻給布朗教練，更指他為自己的家人，朋友及隊友，場面溫馨。
於本年季後賽，76人首輪第3度對上印第安納溜馬，但這次不一樣的是，76人終於成功擊敗了對方。進入次輪，76人要面對擁有文斯·卡特的多倫多暴龍，於是本場系列賽，成為了兩大巨星的對決。艾佛森於此系列賽表現極為出色，於第二及第五場分別取得54及52分，成為繼麥可·喬丹後第2個在季後賽中同系列賽，兩場得分超過50分的球員。
而在決定性的第七場比賽，暴龍隊對艾佛森實施了全場的雙人包夾，意圖阻止其得分。但艾佛森卻利用此機會為自己隊友不斷創造得分機會，最終他以16個助攻帶領76人戰勝多倫多暴龍，進入東部決賽。在與密爾瓦基公鹿的東部決賽中，前兩場雙方各勝一場，但艾佛森於此時不幸受傷，令76人於第3場比賽被擊敗。隨後艾佛森帶傷復出，將系列賽需再次拖入第7場決勝場。艾佛森在決勝場攻入44分，帶領76獲得東區冠軍，殺入總決賽。
但本次總決賽卻被外界認為是強弱懸殊的，因為76人的對手是擁有俠客·歐尼爾及科比·布萊恩的洛杉磯湖人隊。但總決賽第1場的結果大出人意料之外，此後本場更被視為總決賽的經典場面之一。艾佛森於本場轟入48分，連帶在加時賽最後關頭連得7分，使76人旗開得勝。
不過由於無法阻擋湖人俠客·歐尼爾在禁區肆虐，76人苦吞4連敗，結束本次總決賽，未能為本賽季劃上一個完美句號。

#### 後期（2001－2006）
艾佛森於76人的後期，球隊未能延續強勢，雖然他的個人數據依舊亮眼，但球隊成績卻逐年倒退。01-02賽季，艾佛森再度奪得得分王並入選年度第二隊，但76人卻於季後賽首輪止步。同時艾佛森因缺席球隊訓練再度惹起拉里·布朗的強烈不滿，二人關係再度惡化，致使拉里·布朗於03年賽季結束後轉任底特律活塞主教練。
球隊於02-03賽季突破了首輪季後賽，其中艾佛森於本系列賽第一場攻入55分，創個人季後賽新高。76人於次輪遇上底特律活塞，76人終於不敵活塞隊。隨後的一個賽季，艾佛森因傷缺席了半季比賽，而缺少艾佛森的76人，也未能進入季後賽，是自98年首次。
在04-05賽季，76人球隊管理層有見於成績慘淡，於是引進克里斯·韋伯以輔助艾佛森。只可惜這位名震一時的大前峰已處於職業生涯晚期，無法給予艾佛森太大幫助。但艾佛森於本賽季的數據卻非常突出，場均30.7分、4.0個籃版、7.9次助攻、2.4次抄截及0.1個阻攻。除了摘下其第四個得分王寶座，以及第三度入選年度第一隊外，更成為NBA史上首位於得分、助攻及抄截均列入頭五名的球員，而艾佛森亦於明星賽上第二度奪得MVP。
但可惜76人在季後賽再次負於已由前總教練拉里·布朗領軍的底特律活塞。而隨後一年艾佛森個人場均得分創新高，達33分，不過76人卻無法打入季後賽。76人球隊管理層眼見球隊成績久久未有突破，而艾佛森亦與球隊管理層存在矛盾，於是在2006年12月20日，他被送往丹佛金塊隊，交換安德烈·米勒、喬·史密斯以及兩個首輪選秀權。結束了艾佛森在76人效力的十年生涯。

### 金塊時期（2006－2008）

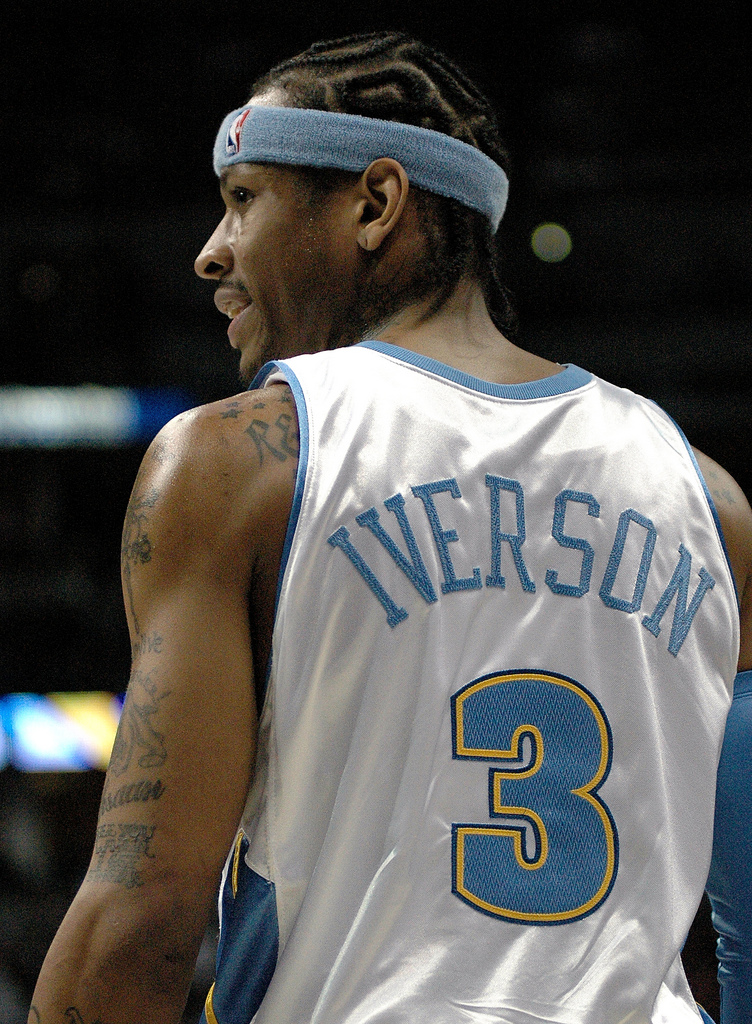
丹佛掘金時期的艾佛森

由於金塊隊內有另一名得分好手卡梅隆·安東尼，所以艾佛森被換至金塊隊時，原本以為可以結束自己多年的單打生涯。但當時隊中正有多名主力（當中也包括卡梅隆·安東尼）因一次球場暴力事件被罰停賽，於是艾佛森的單打生涯還得延續十數場。在這十多場內，艾佛森帶著一批後備陣容為金塊作賽，取得了大概五成的勝率，這成績對於一隊主要以後備所組成的陣容而言可算是相當不錯，而艾佛森亦於當中數場取得四十分以上，幫助金塊贏得比賽。後來多名主力歸來，但金塊的成績卻未見有大突破，這主要是艾佛森與安東尼之間的化學作用並沒有很好地呈現出來。而他們彼此為了遷就對方，亦刻意減少自己的出手次數，導致兩人的場均得分均下跌。但於季尾時，金塊卻以八連勝的姿態結束常規賽，並打入季後賽。但他們於首輪便遭遇到當年冠軍聖安東尼奧馬刺隊，並被對方淘汰。雖然止步季後賽，但艾佛森已成功融入球隊，他與安東尼亦能分別於對方失準時挺身而出，負起得分重任。
07-08賽季，金塊的勝率雖然能一直保持六成以上，但這樣的成績卻被外界所質疑。縱觀金塊隊內陣容，外線有艾佛森與安東尼兩大得分王，內線亦有最佳防守球員馬克斯·坎比及選秀狀元凱揚·馬丁。而一眾角色球員如J·R·史密斯以及目前正日漸進步的利納斯·克雷薩亦有一定水準，實在稱得上是豪華陣容，因此外界認為此成績與金塊的陣容有所不符。不少球迷把責任歸於主教練喬治·卡爾，認為其崇尚進攻，不重防守的執教方式是金塊戰績不理想的主因。不過這某程度上亦與本年西岸列強的崛起有關。截至2008年3月20日，艾佛森場均26.4分、7.2次助攻、1.9次抄截，均入NBA頭十名。而艾佛森於本賽季一次由ESPN進行的歷史得分後衛最佳評選上，獲得了第五名的評價，更是除科比·布萊恩（排名第二）外唯一進入前十的現役球員。

### 活塞時期（2008－2009）

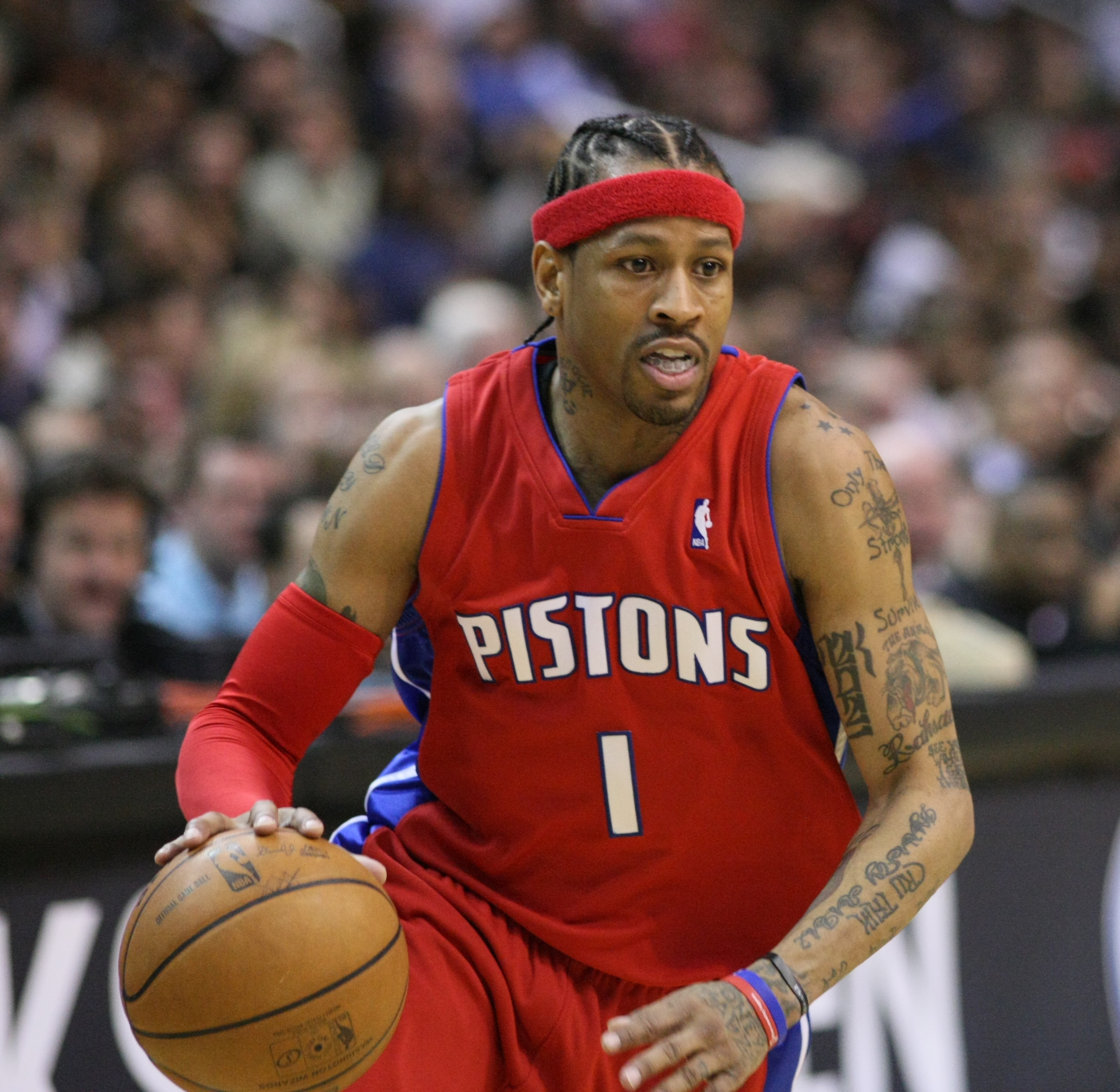
底特律活塞時期的艾佛森

2008年11月，艾佛遜被換至活塞隊，畢拉普斯被換到金塊隊。由于3号球衣是斯塔基的，所以生涯首度披上1號球衣。
表现依旧抢眼，并且打败了开赛连续11场不败的湖人队。但由於他的打球風格跟強調團隊合作的活塞隊完全不合，導致球隊戰績漸漸的從東區第4，第5，漸漸跑到第7及第8。
之後到了2月，還出現了從1994-1995球季後的首次8連敗在第8敗時，艾佛森還因背傷提早下場，但神奇的是在他沒上場比賽後，活塞打倒了東區第3的魔術，終止8連敗，並在之後的比賽分別打敗東區第2的塞爾提克，西區第3的金塊，之後的比賽艾佛森變成了第6人，這也讓他非常不高興，到了例行賽最後一個月，艾佛森又因為背傷復發而提早放暑假，而活塞以東區第8種子進入季後賽，在第1輪就被騎士隊4-0橫掃回家，反觀畢拉普斯的金塊隊，突破首輪魔咒並一路殺到西區冠軍賽才被湖人打敗。

### 灰熊時期（2009）
2009年9月10日，艾佛遜與孟菲斯灰熊簽下一年的合約。由于队中的萨姆杨对3号球衣没有兴趣，艾弗森重新穿回来了。艾佛遜表示：「上天選擇了孟菲斯作為繼續我職業生涯的地方。」他又說：「我覺得他們已經蓄勢待發，準備成為勝利者。」

但是孟菲斯灰熊只願意讓他當替补球員，而這違背艾佛遜想當先發球員的意願，於是灰熊將他釋出。之後傳出他將加入尼克隊的消息，但後來尼克隊放棄簽他。在沒有NBA球隊願意簽艾佛遜的情況下，前《費城詢問報》專欄作家斯蒂芬·A·史密斯的網站上刊出他將退休的聲明。而之後NBA網站也出現官方聲明的新聞。他的私人經理Gary Moore也表示艾佛遜將很快退休，將把時間留給家人。

### 重返76人（2009－2010）
由於76人的先發控球後衛路·威廉姆斯在較早前的比賽顎骨骨折。19歲的新秀朱·哈勒戴又缺乏經驗，76人經理Ed Stefanski便決定找回艾佛遜，填補後場的空缺。據76人指，此次與艾佛遜訂下的合約價值65萬美元。76人出此價錢是基於本身的薪資上限已超出限制，但是艾佛遜的私人經理Leon Rose指他並不著重於金錢，2009年12月2日，艾佛森正式宣佈重回76人。預計12月中旬再度代表76人出賽。
他會在2009年12月7日對丹佛作賽，將會面對他的前隊友安東尼。艾佛遜在2010年NBA全明星賽再次以正選身份亮相，但是女兒生病（多年後透露為川崎氏病）而無法出席。随后为了照顾患病的女儿以及解决与妻子的离婚纠纷，他主动与76人解除了当赛季余下的合同。

### 海外打球与表演赛（2010－2013）
2010年10月30日，艾佛森與土耳其貝西克塔斯隊簽下一份合約，具体内容没有公布，但据媒体报道价值为兩年400萬美元。
2011年1月12日，艾弗森在一场土耳其联赛中腿部受伤，被迫休战赴美治疗，土耳其媒体随后曝出艾弗森要退役的消息，但随后他否定了自己将要退役的消息。这是他最后一次出现在职业篮球的赛场上。他没有继续履行第二年的合约。
之后很长一段时间，艾弗森消失在公众视线中。2012年初，曾有消息指出艾弗森将加盟多米尼加共和国篮球联赛的一支球队，为期1个月，月薪为22万美元，不过最后此事不了了之。此后艾弗森亦多次参与商业活动和表演赛，所到之处尤其是中国依然有不少球迷追捧，他自己也明确表示希望有朝一日能前来CBA打球。
2013年10月30日，艾佛森於費城76人主場開幕戰，正式退休。
2014年3月1日，費城76人主場迎戰華盛頓巫師，正式將艾佛森的3號球衣退休。

## 技術特點

### 突破能力
艾佛遜最為有名的，便是他的killer crossover。他能夠利用左右手並能、絕佳的運球技巧，讓防守球員誤以為他向控球手方向突破，實則是將球轉向另一隻手，再拉桿傳球並隨手將球往後拋。他的killer crossover，亦成為以後NBA最常用的突破技術。當中最經典的一次，便是在新秀賽季突破麥可·喬丹的一次。除了killer crossover，艾佛遜擁有的就是速度，他曾經是全聯盟堪稱最快的球員。他經常以速度，配合胯下運球，突破防守球員，進而將球送入籃框之中。綜合而言艾佛遜能夠向左右兩邊突破然後得分，防守球員很難猜測他向哪一方突破。因此，艾佛遜經常利用胯下運球及killer crossover作突然左右晃肩變向的運球，防守球員很多時在緊貼防守他的途中，便剎不住車而滑倒，亦即「ankle break」。

### 跳投
由於艾佛遜只是6尺的小個子，十分容易被封阻。因此，他有一套獨特的跳投。他的跳投出手很快，同時利用killer crossover及胯下運球，為自己製造空檔，從而起手，避過對手的封阻。同時，他能夠在快速運球的時候，急停、或以小跳步，再用後仰跳投的方法將球送進籃框, 但他的射程屬於中遠距離，三分命中率中下。而且，因為他肢體動作的關係，經常令對手犯規，並博取「And1（加罰一球）」。因此，在2007－2008賽季，他是投入最多罰球的球員。

### 抄截
由於艾佛遜的高速，防守時能緊貼球員，加上日積月累的經驗，更是能夠預測對方的傳球路線，所以能在每場比賽有一定的抄截。季後賽歷史最多的抄截紀錄－10個，便是他創下的。他亦是2000-2001、2001-2002及2002-2003年度常規賽的抄截王。

## 榮譽
- 职业生涯最高单场得分60分。
- 第十位最快速達到生涯14,000分的球員。
- 1993：弗吉尼亚州橄榄球年度最佳球员
- 1993：弗吉尼亚州篮球年度最佳球员
- 1993：弗吉尼亚州橄榄球冠军
- 1993：弗吉尼亚州篮球冠军
- 1994－1995：大东区（Big East）最佳新秀
- 1994－1995：大东区（Big East）最佳防守队员
- 1995－1996：大东区（Big East）最佳防守队员
- 1995－1996：大东区（Big East）第一队
- 1995－1996：全美（All America）联盟第一队
- 1996：NBA选秀状元
- 1996－1997：NBA史上首位連續5場得分在40分或40分以上的新秀球員
- 1996－1997：新秀全明星MVP，年度最佳新秀，新秀第一队
- 1998－1999：例行賽得分王，年度第一队
- 1999－2000：年度第二队
- 2000－2001：年度第一队，例行賽MVP
- 2000－2001：例行賽得分王，抄截王
- 2000－2001：美國體育協會年度最佳運動員
- 2000－2001：ESPY世界最佳運動員
- 2000－2001：成為繼麥可·喬丹後第二個在季後賽中同系列賽兩場得分超過50分的球員
- 2000－2001：ESPY美國最受歡迎運動員
- 2001－2002：年度第二队，例行赛得分王，抄截王
- 2002－2003：年度第二队，例行赛抄截王
- 2004：奥运会男篮季军
- 2004－2005：全明星MVP，得分王，年度第一队
- 2004－2005：ESPY美國最受歡迎運動員
- 2007－2008：美國籃球協會名人堂預備成員
- 2016：入選籃球名人堂
- 2021：入選NBA75週年75大球星

## 職業生涯數據

### NBA例行賽數據統計
| 賽季    | 球隊       | GP  | GS  | MPG  | FG%  | 3P%   | FT%  | RPG | APG | SPG | BPG | PPG  |
| ------- | ---------- | --- | --- | ---- | ---- | ----- | ---- | --- | --- | --- | --- | ---- |
| 1996–97 | 费城七六人 | 76  | 74  | 40.1 | 41.8 | 34.1  | 70.2 | 4.1 | 7.5 | 2.1 | 0.3 | 23.5 |
| 1997–98 | 费城七六人 | 80  | 80  | 39.4 | 46.1 | 29.8  | 72.9 | 3.7 | 6.2 | 2.2 | 0.3 | 22.0 |
| 1998–99 | 费城七六人 | 48  | 48  | 41.5 | 41.2 | 29.1  | 75.1 | 4.9 | 4.6 | 2.3 | 0.1 | 26.8 |
| 1999–00 | 费城七六人 | 70  | 70  | 40.8 | 42.1 | 34.1  | 71.3 | 3.8 | 4.7 | 2.1 | 0.1 | 28.4 |
| 2000–01 | 费城七六人 | 71  | 71  | 42.0 | 42.0 | 32.0  | 81.4 | 3.8 | 4.6 | 2.5 | 0.3 | 31.1 |
| 2001–02 | 费城七六人 | 60  | 59  | 43.7 | 39.8 | 29.1  | 81.2 | 4.5 | 5.5 | 2.8 | 0.2 | 31.4 |
| 2002–03 | 费城七六人 | 82  | 82  | 42.5 | 41.4 | 27.7  | 77.4 | 4.2 | 5.5 | 2.7 | 0.2 | 27.6 |
| 2003–04 | 费城七六人 | 48  | 47  | 42.5 | 38.7 | 28.6  | 74.5 | 3.7 | 6.8 | 2.4 | 0.1 | 26.4 |
| 2004–05 | 费城七六人 | 75  | 75  | 42.3 | 42.4 | 30.8  | 83.5 | 4.0 | 7.9 | 2.4 | 0.1 | 30.7 |
| 2005–06 | 费城七六人 | 72  | 72  | 43.1 | 44.7 | 32.3  | 81.4 | 3.2 | 7.4 | 1.9 | 0.1 | 33.0 |
| 2006–07 | 费城七六人 | 15  | 15  | 42.7 | 41.3 | 22.6  | 88.5 | 2.7 | 7.3 | 2.2 | 0.1 | 31.2 |
| 2006–07 | 丹佛掘金   | 50  | 49  | 42.4 | 45.4 | 34.7  | 75.9 | 3.0 | 7.2 | 1.8 | 0.2 | 24.8 |
| 2007–08 | 丹佛掘金   | 82  | 82  | 41.8 | 45.8 | 34.5  | 80.9 | 3.0 | 7.1 | 2.0 | 0.1 | 26.4 |
| 2008–09 | 丹佛掘金   | 3   | 3   | 41.0 | 45.0 | 25.0  | 72.0 | 2.7 | 6.7 | 1.0 | 0.3 | 18.7 |
| 2008–09 | 底特律活塞 | 54  | 50  | 36.5 | 41.6 | 28.6  | 78.6 | 3.1 | 4.9 | 1.6 | 0.1 | 17.4 |
| 2009–10 | 孟菲斯灰熊 | 3   | 0   | 22.3 | 57.7 | 100.0 | 50.0 | 1.3 | 3.7 | 0.3 | 0.0 | 12.3 |
| 2009–10 | 费城七六人 | 25  | 24  | 31.9 | 41.7 | 33.3  | 82.4 | 3.0 | 4.1 | 0.7 | 0.1 | 13.9 |
| 生涯    |            | 914 | 901 | 41.1 | 42.5 | 31.3  | 78.0 | 3.7 | 6.2 | 2.2 | 0.2 | 26.7 |
| 明星賽  |            | 9   | 9   | 26.6 | 41.4 | 66.7  | 76.9 | 2.6 | 6.2 | 2.3 | 0.1 | 14.4 |

### NBA季後賽數據統計
| 賽季    | 球隊       | GP | GS | MPG  | FG%  | 3P%  | FT%  | RPG | APG  | SPG | BPG | PPG  |
| ------- | ---------- | -- | -- | ---- | ---- | ---- | ---- | --- | ---- | --- | --- | ---- |
| 1998–99 | 费城七六人 | 8  | 8  | 44.8 | 41.1 | 28.3 | 71.2 | 4.1 | 4.9  | 2.5 | 0.3 | 28.5 |
| 1999–00 | 费城七六人 | 10 | 10 | 44.4 | 38.4 | 30.8 | 73.9 | 4.0 | 4.5  | 1.2 | 0.1 | 26.2 |
| 2000–01 | 费城七六人 | 22 | 22 | 46.2 | 38.9 | 33.8 | 77.4 | 4.7 | 6.1  | 2.4 | 0.3 | 32.9 |
| 2001–02 | 费城七六人 | 5  | 5  | 41.8 | 38.1 | 33.3 | 81.0 | 3.6 | 4.2  | 2.6 | 0.0 | 30.0 |
| 2002–03 | 费城七六人 | 12 | 12 | 46.4 | 41.6 | 34.5 | 73.7 | 4.3 | 7.4  | 2.4 | 0.1 | 31.7 |
| 2004–05 | 费城七六人 | 5  | 5  | 47.6 | 46.8 | 41.4 | 89.7 | 2.2 | 10.0 | 2.0 | 0.4 | 31.2 |
| 2006–07 | 丹佛掘金   | 5  | 5  | 44.6 | 36.8 | 29.4 | 80.6 | 0.6 | 5.8  | 1.4 | 0.0 | 22.8 |
| 2007–08 | 丹佛掘金   | 4  | 4  | 39.5 | 43.4 | 21.4 | 69.7 | 3.0 | 4.5  | 1.0 | 0.3 | 24.5 |
| 生涯    |            | 71 | 71 | 45.1 | 40.1 | 32.7 | 76.4 | 3.8 | 6.0  | 2.1 | 0.2 | 29.7 |

## 外部連結
- 艾倫·艾佛森的Facebook專頁
- 艾倫·艾佛森的Instagram帳戶
- 艾倫·艾佛森在fiba.basketball（英语）
- 艾倫·艾佛森在archive.fiba.com（存檔）（英语）
- 艾倫·艾佛森在NBA官網（英语）
- 艾倫·艾佛森在TBLStat.net（英语）
- 艾倫·艾佛森在Basketball-Reference.com（NBA）（英语）
- 艾倫·艾佛森在Basketball-Reference.com（國際）（英语）
- 艾倫·艾佛森在Sports-Reference.com（NCAA）（英语）
- 艾倫·艾佛森在ESPN（NBA）（英语）
- 艾倫·艾佛森在Eurobasket.com（球員）（英语）
- 艾倫·艾佛森在Proballers（英语）
- 艾倫·艾佛森在RealGM（球員）（英语）
- 艾倫·艾佛森在奈史密斯篮球名人纪念堂（英语）
- 艾倫·艾佛森在kicker（德语）
- 艾倫·艾佛森在Olympics.com（英语）
- 艾倫·艾佛森在Olympedia（英语）